# Dobrná
Dobrná (deutsch Hochdobern oder nur Dobern) ist ein Ort im Norden Tschechiens nahe der Stadt Děčín.

## Geographie

### Geographische Lage
Das Dorf liegt im Tal des Dobrnský potok (Doberner Bach) zwischen den Bergen Dobrná (Dobernberg, 535 m) und Sokolí vrch (Falkenberg, 506 m) etwa 6 km östlich des Děčíner Stadtzentrums.

### Gemeindegliederung
Die Gemeinde Dobrná besteht aus den Ortsteilen Dobrná (Hochdobern) und Brložec (Parlosa), die zugleich auch Katastralbezirke bilden. Zu Dobrná gehört zudem die Ansiedlung Folge.

## Kultur und Sehenswürdigkeiten
Sehenswert sind die einstöckigen gezimmerten Häuser mit gemauertem Parterre, die typisch für die Gegend und das Straßendorf Dobrná sind, sowie die Kapelle des heiligen Johannes von Nepomuk (Kaple Sv. Jana Nepomuckého) im Ortszentrum.
Auf dem Sokolí vrch (Falkenberg, 506 m) befindet sich seit 2004 ein Telekommunikationsturm, der gleichzeitig als Aussichtsturm genutzt werden kann. Vom 51 Meter hohen Turm bietet sich ein umfassender Rundblick auf die Stadt Děčín sowie die Berge des Erzgebirges (Krušné hory), des Elbsandsteingebirges (Labské pískovce), des Lausitzer Gebirges (Lužické hory) und des Böhmischen Mittelgebirges (České středohoří).

## Persönlichkeiten
- Franz Lösel (1883–1951), Turbinenentwickler
- Friedrich Lorenz  (1925–2012), Pädagoge und Heimatforscher